# 福聚院 (仙台市)
福聚院（ふくじゅいん）は、宮城県仙台市太白区にある曹洞宗の寺院。山号は南谷山。本尊は聖観世音菩薩。奥州仙臺七福神の一つ布袋尊を祀る。

## 歴史
明応5年（1496年）開山。境内に中国明代様式の鐘楼堂・薬師如来が奉安された瑠璃光殿があり、平成7年には開創500年を記念して山門と参道を整備した。また、「みやぎ新観光名所100選」にも指定されている。

## 周辺
- 大年寺
- 茂ヶ崎横穴墓群